# 王信龍
王信龍（1960年11月12日—），中華民國陸軍二級上將，籍貫浙江省定海縣，畢業於花蓮高工電子科、陸軍官校專科班第1期，為首位由陸軍官校“專科班”出身晉升的陸軍上將，現任國防院戰略諮詢委員，曾任總統府戰略顧問、國防部副部長、國防大學校長、陸軍司令、副參謀總長、國防部常務次長、陸軍六軍團指揮官、參謀本部人事參謀次長、陸軍司令部計畫處長、陸軍花防部副指揮官、陸軍東指部指揮官及國防部戰規司軍編處長等軍職。為2015年復興航空235號班機空難時救援行動總指揮，是首位花蓮出身的二級上將，也是陸軍官校專科班出身的最高階將領，為中華民國陸軍第一位專科班出身的陸軍司令及國防大學校長，在軍中亦被視為前國防部部長高華柱人馬。

## 生平
王信龍出生於臺灣省花蓮縣新城鄉，父親為外省老兵，士官退伍後於新城國中擔任工友，家境清寒。王信龍畢業於花蓮縣新城鄉嘉里國小與新城國中與花蓮高工電子科，後進入陸軍軍官學校專科班第1期（69年班）機械工程科就讀；自步兵科畢業任職軍官後，進入陸軍步校正規班、三軍大學陸軍指參學院1992年班與三軍大學戰爭學院1998年班進修。陸軍司令部對受訓期間王信龍的表現，評價「勤奮好學，奠立軍事學養」。由於王信龍花蓮新城鄉出身的背景，晉升二級上將後，得到花蓮縣縣長傅崐萁及新城鄉鄉長何禮臺之肯定，兩人並譽之為「花蓮之光」。

## 陸軍官校專科班生涯
王信龍於1978年4月28日入學陸軍官校專科班第1期，選讀機械工程科系，並於1980年10月27日畢業，任官少尉且獲授二專文憑，畢業校友1058人。除續簽留營者，步兵、砲兵、裝甲、海軍陸戰隊等兵科服役六年，繼於1986年10月26日退伍，少數財經兵科有68人服役十年退伍。後升任將領者除王氏之外，尚有陳健財中將與白永成少將共3人。陳健財為前陸軍航空特戰指揮部指揮官，於2015年8月1日提前退伍；白永成則於退伍後轉往行政院退輔會任職，而王信龍則是陸軍官校專科班出身的將領中，最早晉升的將官，也以二級上將司令身分成為專科班出身軍人中階級最高者。

## 軍旅

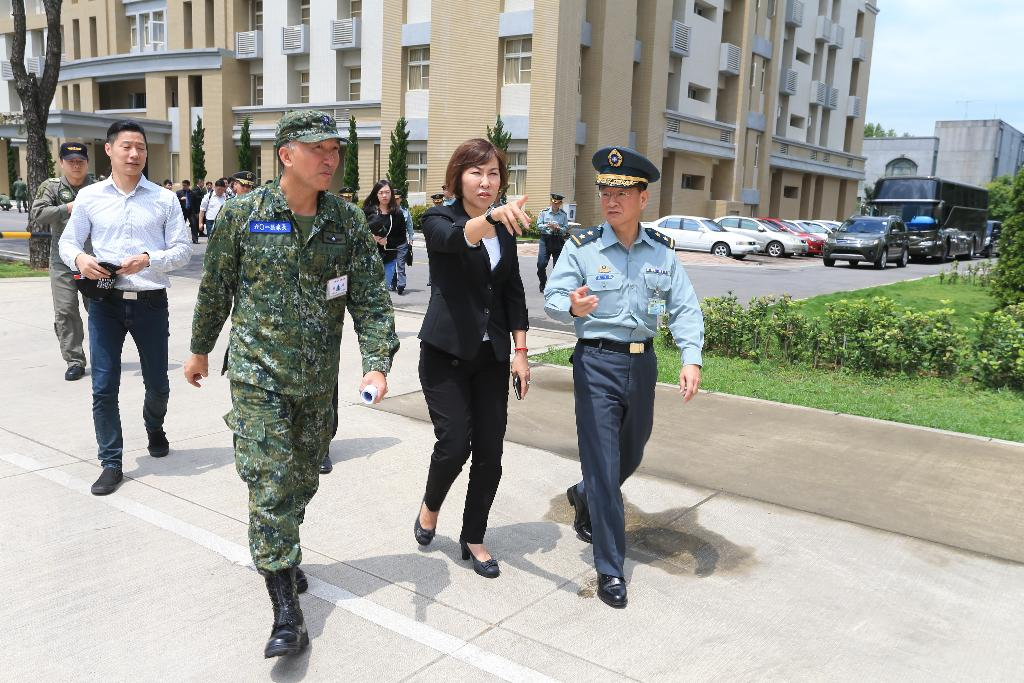
王信龍中將（右）於國防部常務次長任內，與陸軍航空第601旅旅長李國華少將帶領立法院外交及國防委員會委員呂玉玲、林昶佐考察，2016年4月27日

王信龍2004年7月晉升少將，早期從軍生涯之重要軍職包括國防部戰略規劃司軍制編裝處處長、陸軍步兵第119旅旅長、陸軍34師師長、臺東指揮部指揮官、陸軍花東防衛指揮部副指揮官與陸軍司令部計畫處處長。2011年7月接任陸軍第六軍團指揮部副指揮官，2012年1月晉升中將，又逐升國防部參謀本部人事參謀次長室次長，2014年1月出任陸軍第六軍團指揮部指揮官，王在六軍團指揮官任內，負責指揮部隊救援2015年復興航空235號班機空難事件，2015年2月時因應國軍將官人事調動，升任國防部常務次長，指揮官職位及空難搜救任務則由軍團副指揮官任季男中將接替。
2016年6月，王信龍升為國防部參謀本部副參謀總長，2016年12月升任陸軍二級上將，接任陸軍司令一職，是首位花蓮籍二級上將，更是中華民國陸軍史上第一位專科班出身的二級上將（空軍專科班別上將則是李天羽）。王信龍上任後，於2017年1月13日前總統蔣經國逝世紀念日赴桃園大溪恭謁慈湖、頭寮陵寢，代表陸軍官兵表達追思。
2021年6月24日，國防部新聞稿公告，王信龍上將由國防大學校長之原職，調任為新任國防部軍備副部長。此調任案以該年7月1日生效。
2023年4月18日，國防部表示，奉總統蔡英文核定調任總統府戰略顧問，於5月1日生效。

## 荣誉

### 中华民国勋章奖章
勳章：10座
- 忠勤勳章4座
- 雲麾四等勳章
- 寶鼎四等勳章
- 三等云麾勋章（2016年6月1日于台北博爱营区颁授[18]）
- 三等宝鼎勋章（2019年4月2日于桃园大汉营区颁授[19]）
- 二等宝鼎勋章（2021年7月2日于桃园国防大学率真校区颁授[20]）
- 一等云麾勋章（2023年4月27日于台北总统府颁授[21]）

獎章
- 三軍通用獎章4座：為「陸海空軍甲種二等獎章」1座、光華甲種一等獎章1座（2016年11月颁授[22]）、「干城甲種一等獎章」1座與「干城甲種二等獎章」1座。
- 陸軍獎章15座：「陸光獎章」2座、「金甌獎章」3座、「弼亮獎章」3座、「景風獎章」4座與「寶星獎章」3座。

### 荣誉称号
- 獲頒花蓮縣榮譽縣民、新城鄉「新城之光」獎牌，與花蓮高工傑出校友。[3]